# Estação Udelhnaia
Udelhnaia (em russo:  Удельная) é uma das estações da linha Moskovsko-Petrogradskaia (Linha 2) do metro de São Petersburgo, na Rússia. Estação «Udelhnaia» está localizada entre as estações «Oserki» (ao norte) e «Pionerskaia» (ao sul).